# Oliver Jeges
Oliver Jeges (* 17. August 1982 in Wien) ist ein österreichischer Manager, Autor und ehemaliger Journalist. Er prägte den Begriff „Generation Maybe“, der von internationalen Medien wie der New York Times, The Guardian, der Neuen Zürcher Zeitung und dem Spiegel aufgegriffen und diskutiert worden ist.

## Leben
Jeges wuchs als Kind einer österreichischen Mutter und eines ägyptischen Vaters in Wien auf. Nach einer Lehre zum Großhandelskaufmann in der Eisenwarenbranche studierte Jeges Politikwissenschaft, Philosophie und Geschichte an der Universität Wien. 2009 zog er nach Berlin. In den Jahren 2011 und 2012 war er Volontär an der FreeTech Academy von Axel Springer. Jeges veröffentlichte in Zeitungen und Magazinen, darunter Der Spiegel, Stern, Der Standard, Die Presse, Die Welt, Berliner Morgenpost, Cicero, Liberal, taz und Jüdisches Echo. 
Jeges ist Urheber des Begriffs Generation Maybe. Sein 2012 in der Tageszeitung Die Welt veröffentlichter Artikel über das Selbstverständnis der damaligen jungen Generation wurde auf Facebook fast 100.000 Mal geteilt. 2014 erschien sein Buch Generation Maybe – Die Signatur einer Epoche. Der Begriff „Generation Maybe“ wurde 2016 von der britischen Tageszeitung The Guardian mit Bezug auf Jeges aufgegriffen.
Von 2019 bis 2021 hatte Jeges eine Kolumne im FAZ Personaljournal, wo er zu verschiedenen Management- und Organisationsthemen schrieb, unter anderem über Unternehmensstrategien, Digitale Transformation und HR-Technologie.
Oliver Jeges wohnt in Freiburg und ist Manager in einem Software-Unternehmen.

## Bücher
- Oliver Jeges: Glaub doch, wie du willst. Axel Springer Akademie, 2011, ISBN 978-3-943236-12-5.
- Oliver Jeges: Generation Maybe - Die Signatur einer Epoche. Haffmans & Tolkemitt, 2014, ISBN 978-3-942989-64-0.